# 쿨라 셰이커
쿨라 셰이커(Kula Shaker)는 잉글랜드의 록 밴드이다.